# Cypripedium cordigerum
Cypripedium cordigerum é uma espécie de orquídea terrestre, família Orchidaceae, que habita do norte do Paquistão ao Himalaia e sul do Tibet.